# Natalie Horler

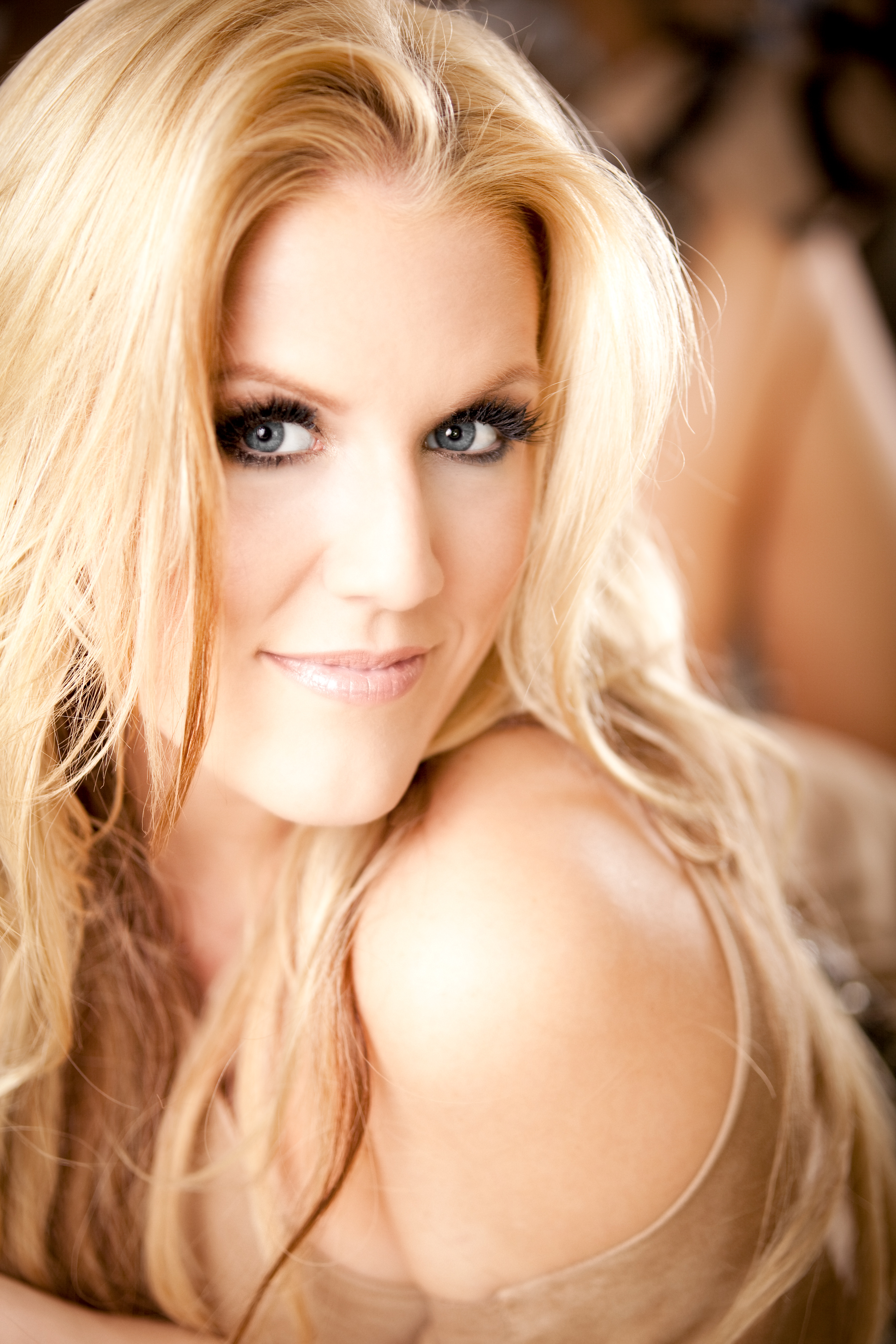
Natalie Horler (2011)

Natalie Horler (* 23. September 1981 in Bonn) ist eine deutsche Sängerin. International bekannt wurde sie als Frontfrau des Dance-Trios Cascada, mit dem sie weltweit über 30 Millionen Tonträger verkauft hat.

## Leben

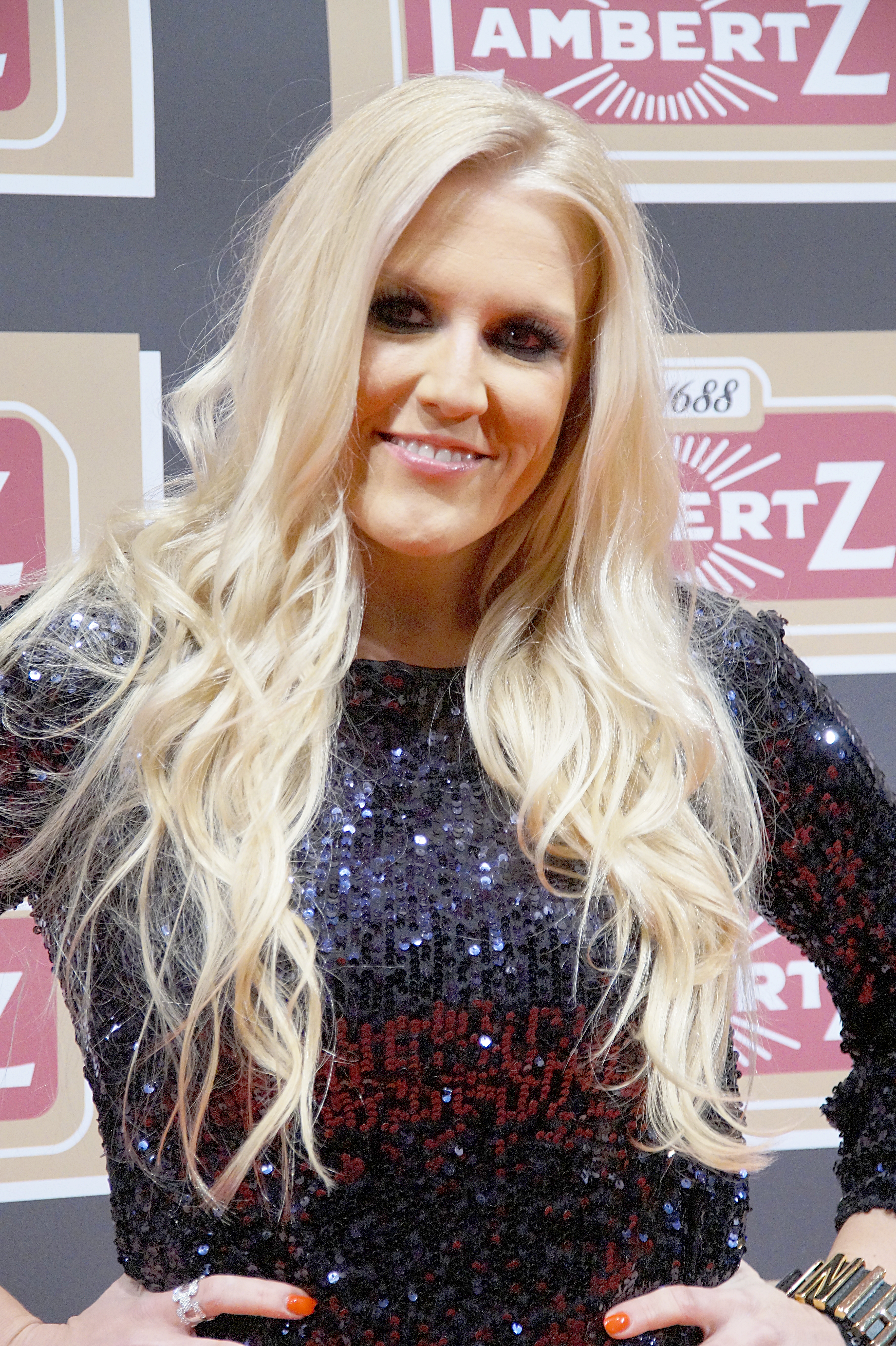
Natalie Horler (2016)

Horlers Eltern zogen 1980 von England nach Bonn-Küdinghoven, wo sie mit ihrer Schwester aufwuchs. Ihr Vater David Horler ist Jazzmusiker, ihre Mutter Christine Englischlehrerin. Horler geriet früh in Kontakt mit unterschiedlichen Musikeinflüssen und verbrachte schon als Kind viel Zeit im Tonstudio ihres Vaters. Nachdem sie auf der Bonner Liebfrauenschule die Fachhochschulreife erlangt hatte, beschloss sie, sich ganz der Musik zu widmen. Im Alter von 17 Jahren begann sie in Tonstudios zu arbeiten und nahm Tracks mit verschiedenen DJs auf.
2002 war sie an der Gründung von Cascada beteiligt und trat mit der Band in den Anfangsjahren in kleinen Clubs auf. Seitdem wird sie von Frank Ehrlich gemanagt. Zudem steuerte sie 2004 die Background-Vocals zur Single What a Good Man der Sängerin Millane Fernandez bei. Geschrieben  wurde der Song von Yanou, der heute ein fester Bestandteil der Band ist. 2004 bewarb sie sich in der Sat.1-Castingshow Star Search, schied aber in der zweiten Runde aus.
Horler absolvierte eine Tanzausbildung in den Bereichen Stepptanz, Jazz Dance, Hip-Hop und Streetdance und nahm seit ihrem vierzehnten Lebensjahr Gesangsunterricht. Als Kind spielte sie in verschiedenen kleinen Laienproduktionen des Theaters der amerikanischen Siedlung in Bonn mit. 2008 trat sie beim Abschiedskonzert ihres Vaters mit der WDR Big Band Köln als Sängerin auf. Seit Mai 2011 ist sie mit Moritz Raffelberg, einem Ex-Model, verheiratet. Im September 2015 brachte sie eine Tochter zur Welt.

## Erfolg mit Cascada
Mit den Produzenten DJ Manian und Yanou kam 2005 der Durchbruch für Horler. Mit der Single Evacuate the Dancefloor aus dem Jahr 2009 veröffentlichte Cascada den bisher erfolgreichsten Song. Im November 2010 musste sich Horler einer Stimmbandoperation unterziehen. Bis Anfang 2011 wurden alle Auftritte von Cascada abgesagt.

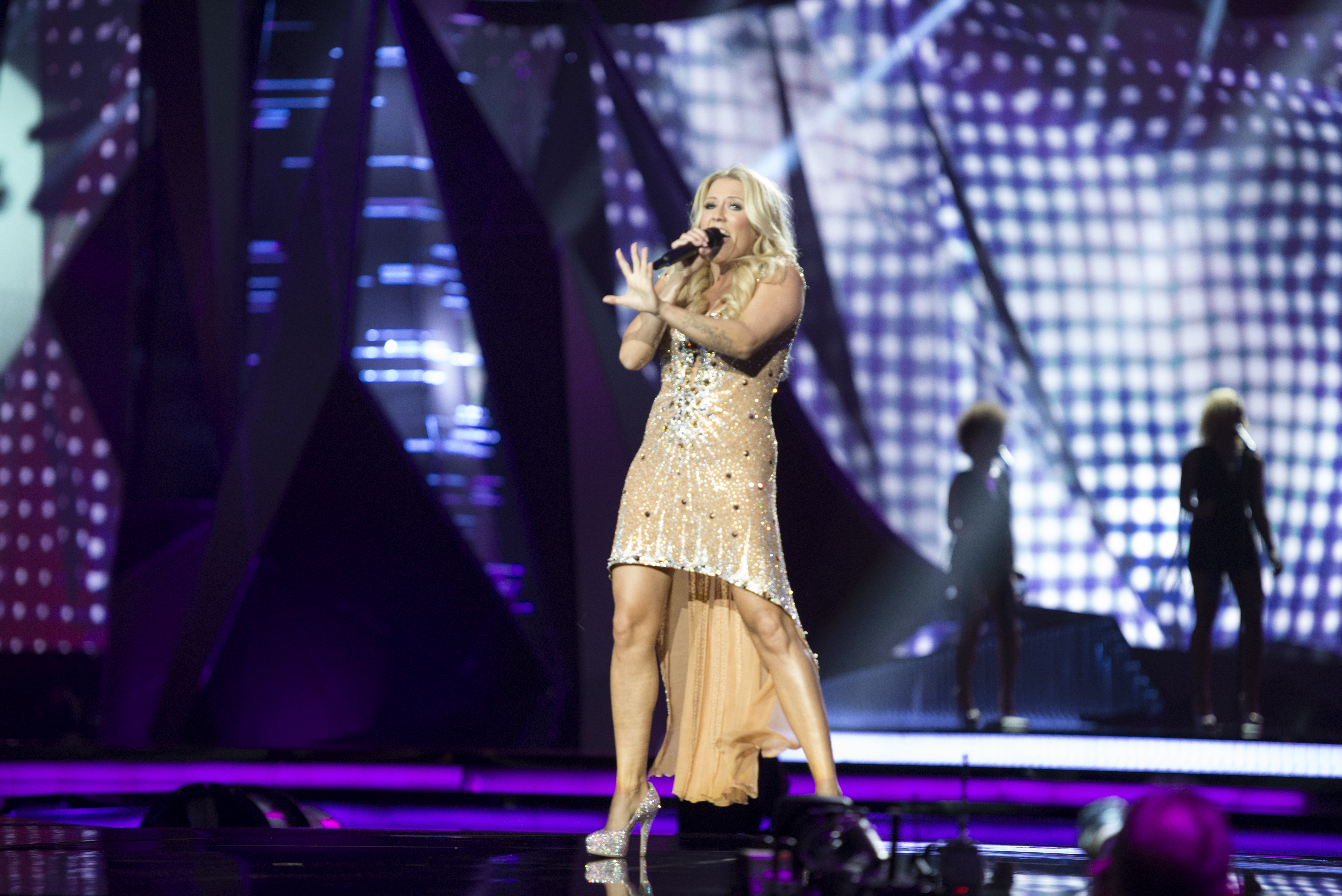
Cascada (2013)

Am 14. Februar 2013 gewann sie mit Cascada die deutsche Vorentscheidung zum Eurovision Song Contest 2013, Unser Song für Malmö mit dem Song Glorious. Sie nahm am 18. Mai 2013 in Malmö am Finale des ESC teil und belegte den 21. Platz.

## Nebenprojekte
Mit DJ Manian startete sie 2004 das Nebenprojekt Siria. Von den ersten beiden Singles – Endless Summer (2004) und I Will Believe It (2005) – erreichte I Will Believe It den 23. Platz in den Billboard-Hot-Dance-Club-Play-Charts. Mit 2 Vibez veröffentlichte sie 2005 den Song Sometimes.
Im August 2011 war Horler mit einer Fotostrecke in der deutschen Ausgabe des Männermagazins Playboy vertreten. Von Januar bis April 2012 war sie in der neunten Staffel der RTL-Castingsendung Deutschland sucht den Superstar als Jurorin neben Dieter Bohlen und Bruce Darnell zu sehen.